# Nanismo felino

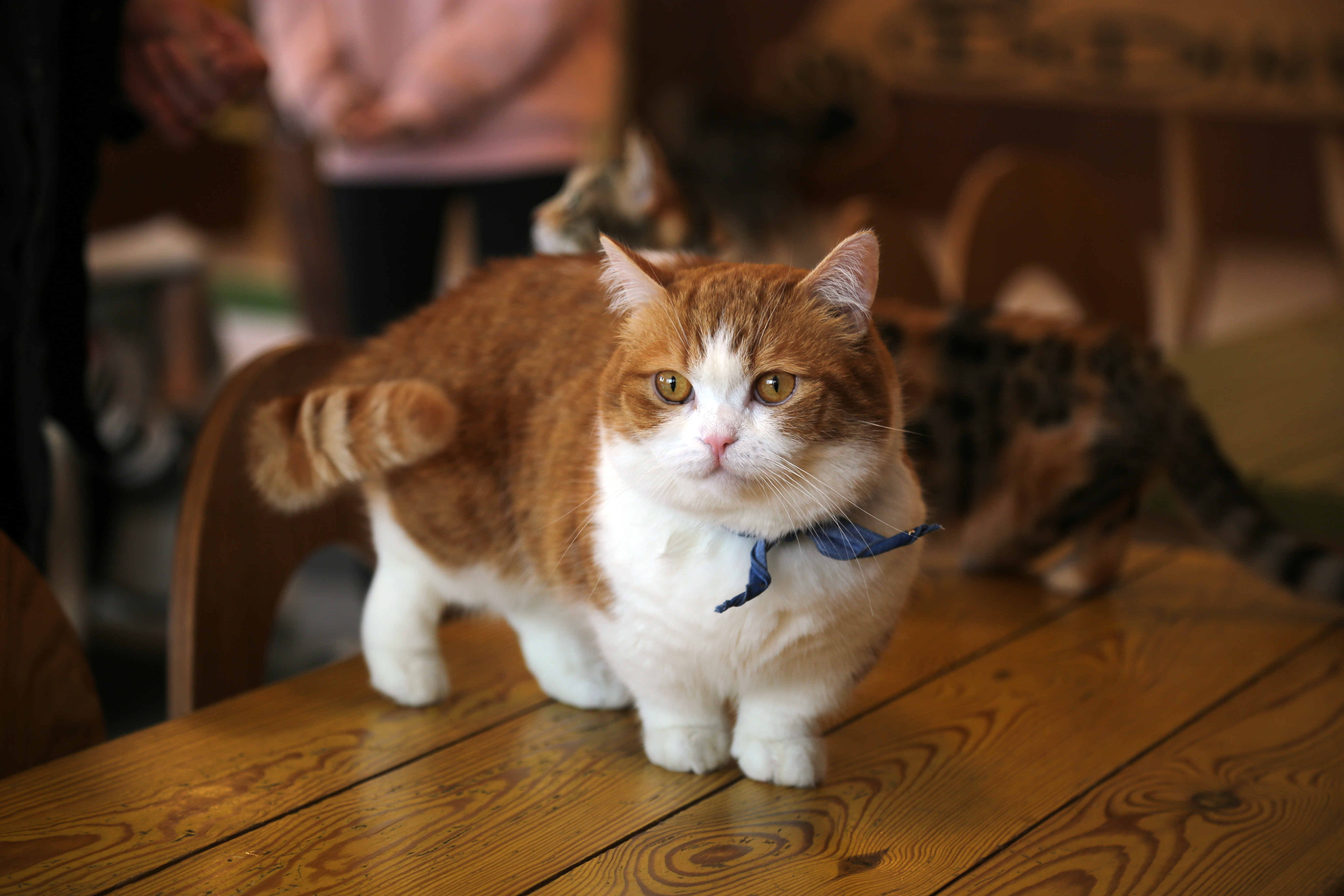
Un Munchkin dalle zampe corte

Il nanismo felino è un tipo di nanismo che colpisce i felini, solitamente i gatti. Ciò generalmente si manifesta con degli arti più corti del normale. Essi hanno la stessa longevità e salute degli altri gatti.
Esistono due tipi di nanismo: quello morfologico e quello endocrino. Il nanismo morfologico è dovuto alla genetica, mentre quello endocrino è dovuto alla mancanza di ormoni per la crescita.
Gatti affetti da nanismo mostrano sintomi di osteocondrodisplasia, un disordine genetico che colpisce ossa e cartilagini che si manifesta generalmente da arti corti.
Dalla metà del XX secolo, sono stati selezionati, per fini commerciali, razze affetti da nanismo. Il Munchkin (o gatto bassotto) è una razza di gatto nana riconosciuta dalla The International Cat Association (TICA) nel 1994, assieme all'ibrido Persiano–Munchkin, il Napoleone (o Minuet). La creazione di queste nuove razze sperimentali suscita numerose polemiche sull'eticità di tale selezione artificiale, con accuse da parte di altre associazioni feline di sviluppare volontariamente e in modo inaccettabile malattie genetiche.